# Oliver Sorg (Fußballspieler, 2007)
Oliver Sorg (* 31. Juli 2007 in Bruck/Mur) ist ein österreichischer Fußballspieler.

## Karriere

### Verein
Sorg begann seine Karriere beim SC 1960 Pernegg. Im März 2017 wechselte er zum Grazer AK. Zur Saison 2019/20 wechselte er in die Jugend der Kapfenberger SV. Zur Saison 2021/22 legte er seinen Spielerpass wieder zum GAK und spielte fortan für die Akademie des SK Sturm Graz. Ab der Saison 2022/23 war er dann auch für Sturm gemeldet.
Im Dezember 2023 debütierte er für die zweite Mannschaft der Grazer in der 2. Liga, als er am 16. Spieltag der Saison 2023/24 gegen den SKN St. Pölten in der Startelf stand. Gemeinsam mit dem zeitgleich debütierenden Teamkollegen Richmond Osayantin wurde Sorg damit zum ersten Spieler in der 2. Liga, der im Jahre 2007 geboren wurde.
Im Oktober 2024 stand er in der UEFA Champions League gegen den FC Brügge erstmals im Kader der ersten Mannschaft. Zu einem Einsatz für die Profis sollte er aber nie kommen. Für die Zweitligamannschaft der Grazer absolvierte er bis zum Ende der Saison 2024/25 31 Partien.
Zur Saison 2025/26 wechselte Sorg zur Regionalligamannschaft des deutschen Bundesligisten FC Augsburg.

### Nationalmannschaft
Sorg spielte im November 2021 erstmals für eine österreichische Jugendnationalauswahl. Im September 2023 debütierte er gegen Griechenland für die U-17-Mannschaft.